# Creekside (Kentucky)
Creekside es una ciudad ubicada en el condado de Jefferson en el estado estadounidense de Kentucky. En el Censo de 2010 tenía una población de 305 habitantes y una densidad poblacional de 1.549,49 personas por km².

## Geografía
Creekside se encuentra ubicada en las coordenadas 38°17′30″N 85°34′12″O / 38.29167, -85.57000. Según la Oficina del Censo de los Estados Unidos, Creekside tiene una superficie total de 0.2 km², de la cual 0.2 km² corresponden a tierra firme y (0%) 0 km² es agua.

## Demografía
Según el censo de 2010, había 305 personas residiendo en Creekside. La densidad de población era de 1.549,49 hab./km². De los 305 habitantes, Creekside estaba compuesto por el 87.54% blancos, el 7.87% eran afroamericanos, el 0% eran amerindios, el 2.62% eran asiáticos, el 0% eran isleños del Pacífico, el 0.66% eran de otras razas y el 1.31% pertenecían a dos o más razas. Del total de la población el 1.31% eran hispanos o latinos de cualquier raza.